# Hesbécourt
Hesbécourt település Franciaországban, Somme megyében. Lakosainak száma 49 fő (2022. január 1.). Hesbécourt Hargicourt, Jeancourt, Villeret, Hervilly, Roisel és Templeux-le-Guérard községekkel határos.

## Népesség
A település népességének változása:
| Lakosok száma | 55   | 55   | 56   | 57   | 57   | 57   | 57   | 53   | 49   |
|               | 2013 | 2015 | 2016 | 2017 | 2018 | 2019 | 2020 | 2021 | 2022 |